# Панков, Алексей Иванович (Герой Советского Союза)
Алексе́й Ива́нович Панко́в (1902—1993) — подполковник Советской Армии, участник Великой Отечественной войны, Герой Советского Союза (1943).

## Биография
Родился 17 мая 1902 года в селе Головинщино (ныне — Каменский район Пензенской области).
После окончания десяти классов школы поступил в земельно-инженерный техникум в Пензе.
В 1922 году призван на службу в Рабоче-крестьянскую Красную Армию. В 1925 году окончил Киевскую объединённую военную школу.
С июля 1942 года — на фронтах Великой Отечественной войны.
К осени 1943 года подполковник Алексей Панков командовал артиллерией 232-й стрелковой дивизии 38-й армии Воронежского фронта. Отличился во время битвы за Днепр. В начале октября 1943 года дивизионная артиллерия под командованием Панкова подавила немецкую огневую систему на западном берегу Днепра в районе села Вышгород Киевской области Украинской ССР, что способствовало успешной переправе основных сил.
Указом Президиума Верховного Совета СССР от 24 декабря 1943 года за «умелое командование дивизионной артиллерией, образцовое выполнение боевых заданий командования на фронте борьбы с немецкими захватчиками и проявленные при этом мужество и героизм» подполковник Алексей Панков был удостоен высокого звания Героя Советского Союза с вручением ордена Ленина и медали «Золотая Звезда» за номером 1873.
В конце войны был назначен командиром 35-й миномётной бригады 31-й артиллерийской дивизии прорыва РГК, участвовал в штурме Берлина.
В 1946 году Панков был уволен в запас.
Проживал сначала в Воронеже, затем в Алма-Ате. Скончался 19 июня 1993 года, похоронен на Центральном кладбище Алма-Аты.
Был также награждён четырьмя орденами Красного Знамени, двумя орденами Отечественной войны 1-й степени и рядом медалей.
В честь Панкова установлен бюст и стела в Каменке.